# Toyota Aygo
O Aygo é um automóvel desenvolvido pela Toyota, em parceria com a PSA Peugeot Citroën, especialmente para o mercado europeu e de uso urbano.